# Alchemilla glacialis x pentaphylla f. superpentaphylla
Alchemilla glacialis x pentaphylla f. superpentaphylla é uma espécie de rosácea do gênero Alchemilla, pertencente à família Rosaceae.